# 松方乙彦

松方乙彦（左）と松方幸次郎（右）、1937年ホワイトハウスにて

松方 乙彦（まつかた おとひこ、1880年（明治13年）1月9日 - 1952年（昭和27年）10月15日）は、日本の経営者・実業家。松方正義の七男。ハーバード大学の学生時代にフランクリン・ルーズベルトと友人になり、ルーズベルトが大統領に就任すると、日本政府の依頼で、悪化する日米関係を改善するために、駐米大使のような役割を引き受けて、ルーズベルト大統領と直に外交交渉を行った。また多くの企業の重役を次々に務め、日活の社長も務めた。

## 経歴
1880年（明治13年）1月9日に松方正義侯爵の七男として生まれる。学習院を卒業すると米国のハーバード大学に留学したが、在学中にフランクリン・ルーズベルトと同じデルフィック・クラブ（Delphic Club）に属したため友人となった。そのクラブでは松方もルーズベルトも気前よく皆に酒を大量に提供した。1902年（明治35年）に、松方はルーズベルトに以下のような噂を話した。50年かけて海軍を増強し、アジアや西欧の国と戦争して、満州・中国・フィリピンを奪い取って、東アジアと西太平洋を完全に支配する秘密計画を日本が持っているというものだった。このずっと後の1930年台に大統領となったルーズベルトは、日本がこの計画を実行している最中だと考えて、反日的な政策を実施した。
米国での交友関係が広かったので、米国人の名士が訪日すると必ず松方乙彦の屋敷を訪問すると言われた。
1913年（大正2年）に石油事業の調査のために米国とロシアを訪れた。
1915年（大正4年）日本石油の專務取締役、新潟鐵工所（日本石油の子会社）、常盤商會の監査役。
1918年（大正7年）日本石油、朝日興業、日本絹布の取締役。
1919年（大正8年）に分家した。
1920年（大正9年）から1921年（大正10年）に同じハーバード卒で浅野財閥の浅野良三社長の下で大正活映（大正活動写真）の取締役を務めた。この会社はハリウッド式の映画を制作した。
1921年（大正10年）大阪舎蜜工業、日本絹布、日本石油、日本水電、朝日興業の取締役、東京ワセリン工業の監査役。
1928年（昭和3年）東京コークス販賣の社長、東洋製糖、相模鉄道、大安生命保險（合併を繰り返して日産生命保険になる。）、於莵商會の取締役。
1931年（昭和6年）於莵商會の代表取締役。
1934年（昭和9年）樺太殖産の代表取締役、大多喜天然瓦斯(朝日興業から改称)の専務取締役。同年に日活の社長に就任し、金融関係を安定させ、堀久作を取締役にして経営を任せた。堀はWEトーキーの日本での独占使用権を獲得し日本有数のトーキー制作システムを確立した。
1935年（昭和10年）日本活動写真(日活)の社長。
1937年（昭和12年）樺太殖産、大多喜天然瓦斯の取締役、日本活動写真(日活)の相談役。
1939年〜1940年（昭和14年〜昭和15年）三島鉱業の取締役。
1941年（昭和16年）12月8日の日米開戦後に、上海に住んでいた松方乙彦は日中の和平工作に関与した。

## ルーズベルト大統領と外交交渉
1931年（昭和6年）9月に満州事変が勃発すると日米関係はどんどん悪化していったが、そのような時期に日本政府は非公式な外交ルートで日米関係の悪化を食い止めようとしていた。日本政府の依頼により松方乙彦と浅野良三と小松隆（三人ともハーバード卒）が連携してルーズベルト大統領に働きかけた。1934年（昭和9年）1月に浅野良三がルーズベルトに手紙を出して松方乙彦と会見するように求めて、2月20日にルーズベルトは松方乙彦と約一時間にわたって話し合った。その時に松方乙彦はタイプした長い覚書を持参し、この内容は個人的な見解だが日本政府の多くの人の意見を反映したものだと語った。その覚書の内容は、5・15事件や満州事変は若い将校が起こした悲しむべき事件だが、今や安定した内閣が成立して日本は正常に戻りつつあり、軍部は政府から権力を奪い取るつもりはないし、日本は満州を併合するつもりもない、そして、米国は中国びいきだが、日本と中国を公平に扱えば緊張状態は解消されるだろうし、米国艦隊が太平洋から退去すれば日本人はとても喜ぶだろうというものだった。ルーズベルトはこの覚書を国務長官コーデル・ハルと国務省のスタンリー・クール・ホーンベックに渡して意見を求めた。ホーンベックは、非公式ルート外交の悪しき先例になるので松方乙彦に二度と合わないように進言し、ルーズベルトはそれに従った。
1937年（昭和12年）12月に日中戦争について話し合うために松方乙彦と兄の松方幸次郎が渡米して面会を求めたが、ルーズベルト大統領は松方幸次郎や日本の駐米大使と10分間面会しただけだった。

## 人物
米国の国務省がルーズベルト大統領に伝えた調査結果では、とても魅力的な人物で、正直だという評判だが、知性がとくに高いという評価はないとあった。上品かつ洗練された温厚な紳士で、父の権威や華族の身分を振りかざすこともないが、理不尽なことには怒ることもあった。石炭契約の件で喧嘩をして癇癪玉を破裂させて三井石炭部の小林を凹ませた話はよく知られていた。酒席で酒は飲まないが興が乗れば三味線に合わせて磯節や安来節を唄った。芸者に人気があったが、浮ついた話はなかった。華族出身者としては仕事も出来て、土地買収・石炭購入・官庁との交渉では重宝された。参謀となって小池氏を東京瓦斯の社長に擁立したこともあるが、腰が弱いのが欠点と言われた。言語動作は女性のように優美でしなやかだった。毎朝五時に起床し、一時間乗馬して、水浴してから朝食をとるのを常とした。

## 家族
- 父　松方正義
- 兄弟姉妹　極めて多数（松方正義を参照）
- 妻　登美 明治21年、5月生、伯爵山本權兵衞の五女
- 長男　武 　明治44年、9月生
- 長女　米子 大正元、10月生
- 二男　權次(大正3、2月生)
- 二女　貞子(大正6、3月生)
- 養子　久子(明治32、2月生、鹿兒島、川上助作の二女)は岐阜県人今村藤市郞の長男賢太郞に嫁ぐ[11]。